# アコソンボ
アコソンボ（英語: Akosombo）は、ガーナ・イースタン州アスオギャマン郡にある町。アコソンボダムの畔にある町として著名である。

## 概要
様々な民族が居住する地域で、通りの名前もガーナ、コンゴ、ナミビア、ラゴス・タウン、フリータウン等アフリカ各地の地名国名から取られている。
郡都のアティポクまでは車で4分程の距離にある。
ライト・トゥ・ドリーム・アカデミーが町の南に施設を有している。

## ギャラリー

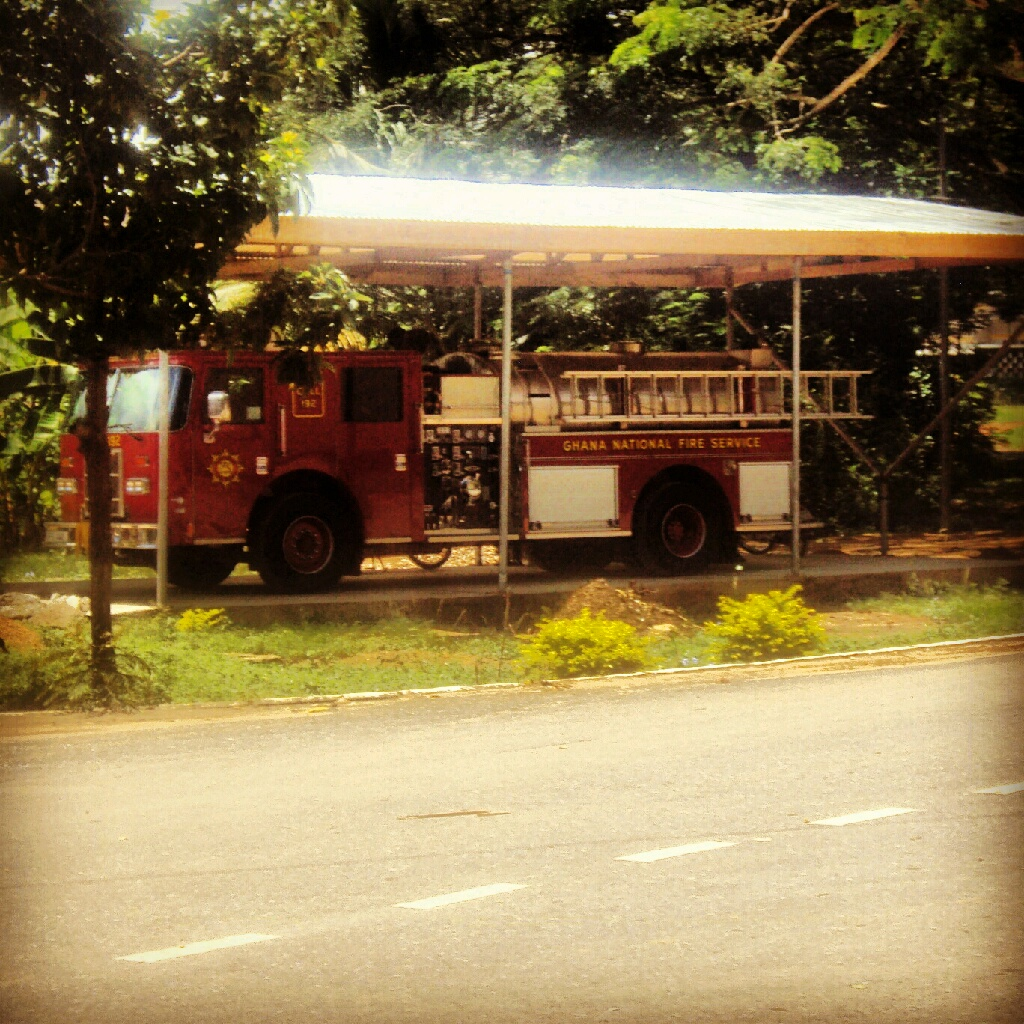
消防署に止まる消防車
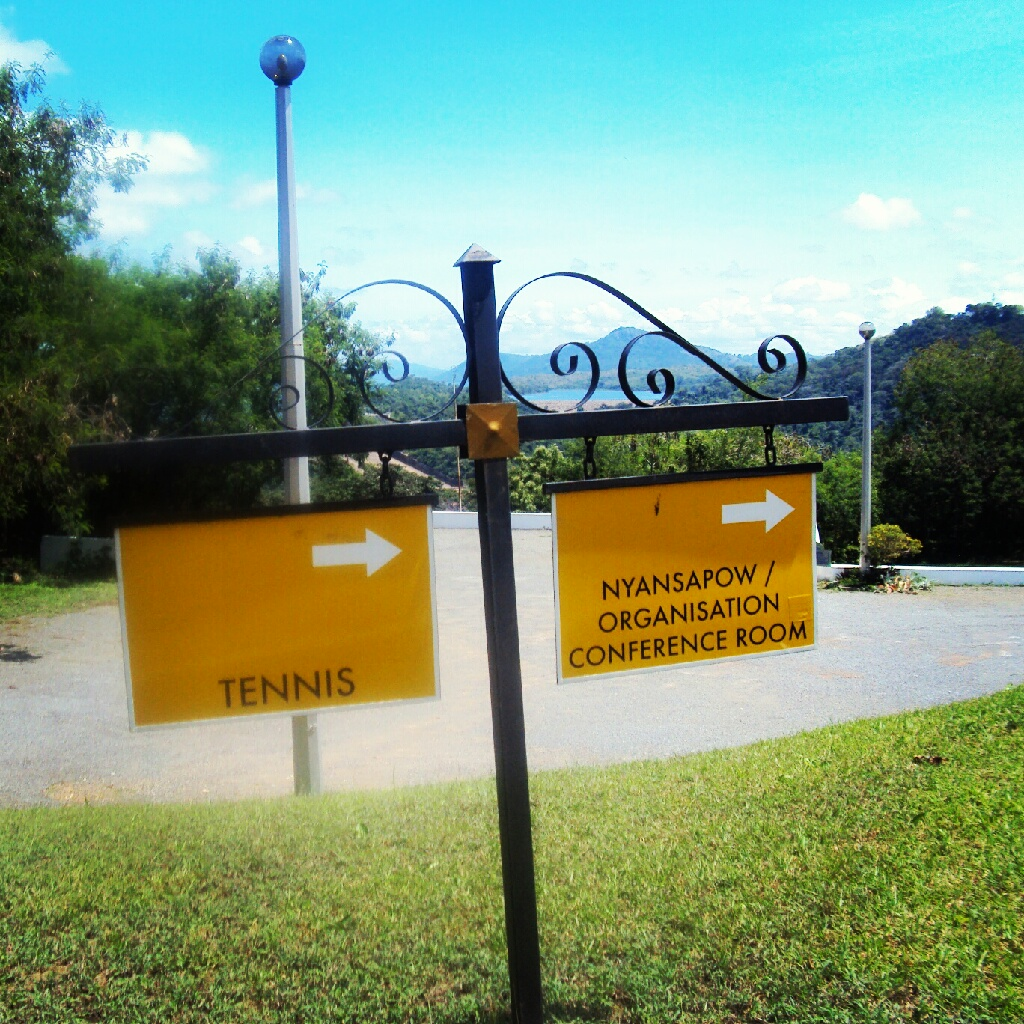
ヴォルタ・ホテルの案内板
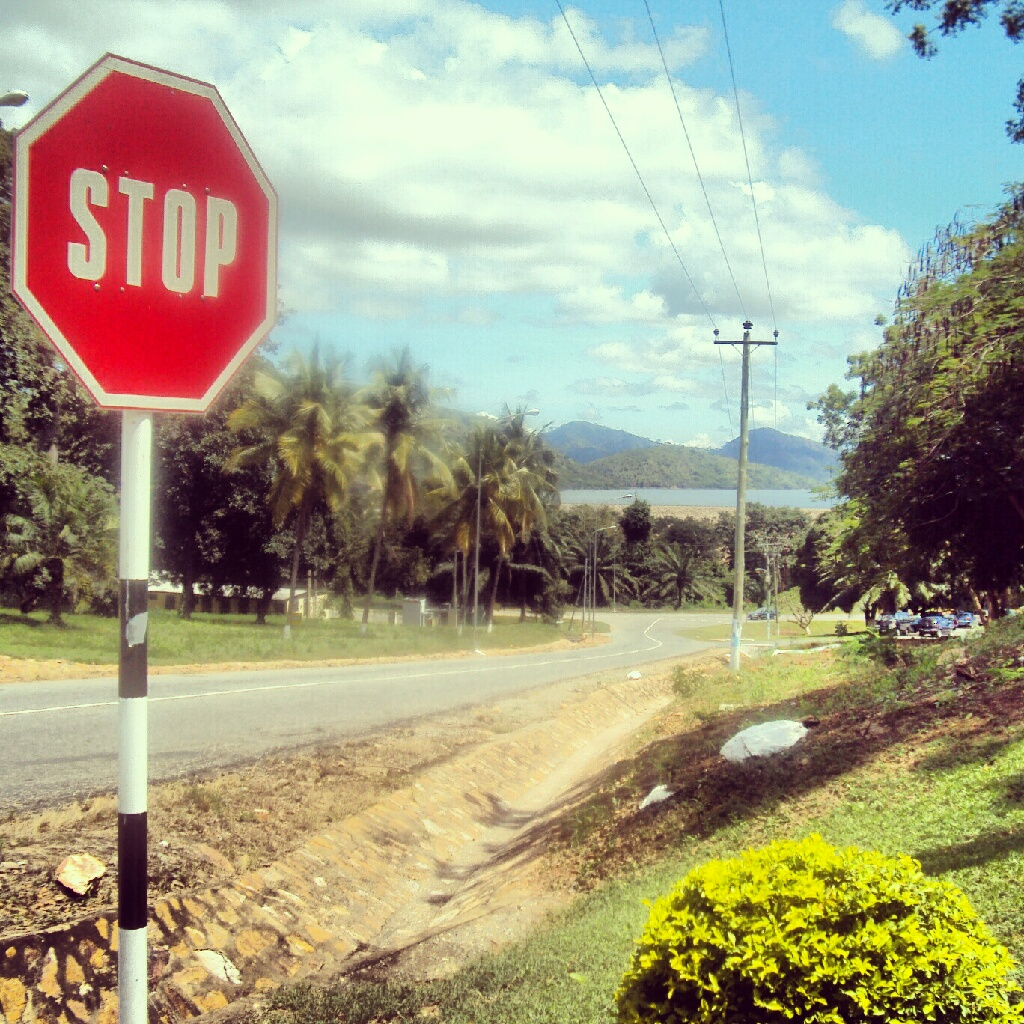
町内の標識